# 光头山碎米荠
光头山碎米荠（学名：Cardamine engleriana）也称大叶山芥碎米荠，为十字花科碎米荠属的植物，是中国的特有植物。分布在中国大陆的四川、湖北、甘肃、湖南、陕西等地，生长于海拔800米至2,400米的地区，一般生长在山谷沟边、山坡林下阴处以及路旁潮湿地方，目前尚未由人工引种栽培。